# VIP-Shopping
VIP-Shopping beschreibt ein verbreitetes Marketing-Instrument im Einzelhandel, bei welchem besonderen Kundenkreisen besondere Preisvorteile oder sonstige außergewöhnliche, exklusive Einkaufsbedingungen gewährt werden.
Unter VIP-Shopping werden überwiegend besondere Veranstaltungen verstanden, zu denen nicht jedermann zutrittsberechtigt ist, sondern nur ein zuvor definierter Kundenkreis, der entweder gezielt eingeladen wurde oder zu den Kundenkarteninhabern des Unternehmens gehört. Diese werden beispielsweise in den Abendstunden nach normalem Geschäftsschluss in die Ladenräume eingelassen. Neben der Möglichkeit zum Einkauf, häufig verbunden mit Sonderrabatten, werden Modenschauen oder ein sonstiges Unterhaltungsprogramm geboten, teilweise findet auch eine Bewirtung statt.

## Rechtliches
Trotz des Umstandes, dass die Geschäftsräume nicht für jedermann geöffnet sind, unterliegen derartige Verkaufsveranstaltungen dem Ladenschlussrecht und sind daher außerhalb der gesetzlichen Ladenöffnungszeiten unzulässig. Nachdem das Bundes-Ladenschlussgesetz aufgehoben wurde und die Ladenschlussvorschriften der einzelnen Bundesländer weitestgehend keine Beschränkungen für die Ladenöffnung an Werktagen (Montag bis Samstag) mehr vorsehen, sind derartige Verkaufsveranstaltungen in den Abendstunden nach 20:00 Uhr zulässig. Lediglich in Bayern, wo nach wie vor das alte Ladenschlussgesetz des Bundes gilt, sowie nach dem Ladenöffnungsgesetz des Saarlandes bleibt ein VIP-Shopping nach 20:00 Uhr unzulässig (zu weiteren Details des werktäglichen Ladenöffnungsrechts siehe Ladenöffnungszeit).
An Sonntagen bleiben derartige Veranstaltungen im Regelfall unzulässig, wenn nach dem jeweiligen Landes-Ladenschlussrecht nicht ausnahmsweise an einem Sonntag die Ladenöffnung zugelassen ist (vergl. VG Stuttgart, Urteil vom 27. Oktober 2009 - 4 K 3177/09 und LG Nürnberg-Fürth, Urteil vom 25. Juni 2012 – 1 HK 0 1231/12).